# Simeon Jackson
Simeon Alexander Jackson (ur. 28 marca 1987 w Kingston) – kanadyjski piłkarz pochodzenia jamajskiego występujący na pozycji napastnika. Zawodnik klubu Norwich City.

## Kariera klubowa
Jackson urodził się na Jamajce. Jako dziecko emigrował z rodziną do Kanady i tam rozpoczął treningi w klubie Sunoco FC z Mississaugi. W 2002 roku przeprowadził się z babcią do Anglii. Tam kontynuował karierę w zespołach ASPIRE Academy oraz Dulwich Hamlet. W 2004 roku został graczem klubu Rushden & Diamonds z League Two. W 2006 roku spadł z nim do Conference National.
Na początku 2008 roku odszedł do zespołu Gillingham z League One. Zadebiutował tam 2 lutego 2008 roku w zremisowanym 0:0 pojedynku z Cheltenham Town. 22 marca 2008 roku w wygranym 2:1 spotkaniu z Bournemouth strzelił pierwszego gola w League One. W tym samym roku spadł z klubem do League Two, ale po roku powrócił z nim do League One.
W 2010 roku Jackson podpisał kontrakt z drużyną Norwich City z Championship. W tych rozgrywkach pierwszy mecz zaliczył 6 sierpnia 2010 roku przeciwko Watfordowi (2:3). 21 sierpnia 2010 roku w wygranym 2:0 pojedynku ze Swansea City zdobył pierwszą bramkę w Championship.

## Kariera reprezentacyjna
W 2007 roku Jackson był uczestnikiem Mistrzostw Świata U-20, które Kanada zakończyła na fazie grupowej.
W pierwszej reprezentacji Kanady zadebiutował 30 maja 2009 roku w wygranym 1:0 towarzyskim meczu z Cyprem, w którym strzelił także gola. W tym samym roku został powołany do kadry na Złoty Puchar CONCACAF. Zagrał na nim w pojedynkach z Jamajką (1:0), Salwadorem (1:0), Kostaryką (2:2) i Hondurasem (0:1). Z tamtego turnieju Kanada odpadła w ćwierćfinale.